# Pietro de Gregorio
Pietro de Gregorio (Messina, 1480 circa – Messina, 21 settembre 1533) è stato un giurista italiano del XV-XVI secolo.
Proveniente da una ricca famiglia messinese, ricoprì diverse cariche nell'ambito giuridico.

## Biografia
Nacque intorno al 1480 a Messina, terzogenito di una famiglia attiva fin dal secolo precedente nel settore politico e giuridico. Il padre, Giovanni, possedeva anche numerose proprietà feudali ereditate dai primi due figli. Incerto il luogo della sua formazione: secondo alcune fonti fu a Bologna, secondo altre fu a Pavia. Iniziò il suo percorso professionale come giudice della corte stratigoziale e successivamente come maestro notaro e archivario ad vitam.
Nel 1509 diventa giudice della Gran Corte e sostituisce Aloisio Sanchez nella carica di protonotaro del Regno, accompagnando il viceré Hugo de Moncada a Tripoli.
Dopo la rivolta contro il viceré, vennero scelti due rappresentanti da inviare presso la corte di Carlo V d'Asburgo per prestare giuramento al nuovo sovrano: per la parte nobiliare venne scelto il De Gregorio, per la parte legata al popolo venne scelto Francesco La Fonte. Il De Gregorio riuscì, con ottime abilità oratorie, ad ottenere la grazia dal sovrano mantenendo i privilegi e le immunità per la sua città natale.
Ha lasciato pochi scritti, quasi tutti pubblicati postumi da un pronipote. Si ricorda solo, per sicura attribuzione di data, il De concessione feudi che contiene l'indicazione dell'elezione a imperatore di Carlo V d'Asburgo.
Morì a Messina nel 1533, lasciando ai figli numerosi privilegi nobiliari.

## Opere
- (LA) De vita et militia, Panormi, apud Io. Antonium de Franciscis, 1596.
- (LA) De concessione feudi, Moguntiae, apud Balthasarum Lippium, sumptibus Arnoldi Quentelij, 1600.
- (LA) Ad bullam apostolicam Nicolai V et regiam pragmaticam Alphonsi regis De censibus commentaria, Palermo, Giovanni Antonio De Franceschi, 1609.